# Zhongjiapu (sockenhuvudort i Kina, Hunan Sheng, lat 29,09, long 111,05)
Zhongjiapu är en sockenhuvudort i Kina. Den ligger i provinsen Hunan, i den södra delen av landet, omkring 210 kilometer nordväst om provinshuvudstaden Changsha. Antalet invånare är 13 086. Befolkningen består av 6 258 kvinnor och 6 828 män. Barn under 15 år utgör 14,0 %, vuxna 15-64 år 70 %, och äldre över 65 år 15,0 %.
Runt Zhongjiapu är det ganska tätbefolkat, med 207 invånare per kvadratkilometer. Närmaste större samhälle är Guanyinsi, 19,5 km söder om Zhongjiapu. I omgivningarna runt Zhongjiapu växer i huvudsak blandskog.
Genomsnittlig årsnederbörd är 1 751 millimeter. Den regnigaste månaden är maj, med i genomsnitt 282 mm nederbörd, och den torraste är december, med 30 mm nederbörd.